# 德雷耳环形山
德雷耳环形山（Dreyer）是月球背面位于界海东侧边沿一座古老的大陨坑残迹，约形成于39.2-38.5亿年前的酒海纪，其名称取自爱尔兰裔英籍天文学家约翰·路易·埃米尔·德雷耳（1852年-1926年），1970年被国际天文学联合会批准接受。

## 描述

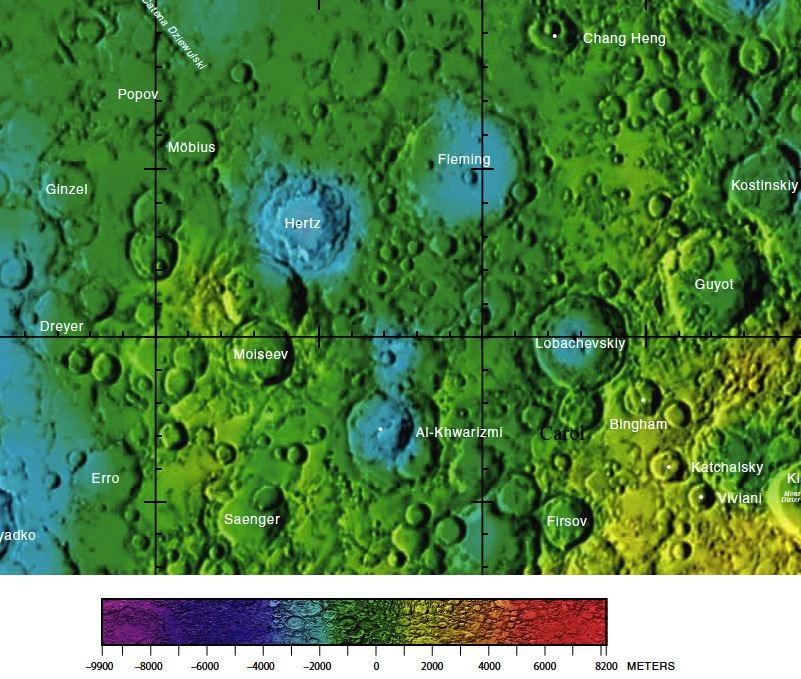
莫伊谢耶夫环形山的周边，月球背面区域详图。

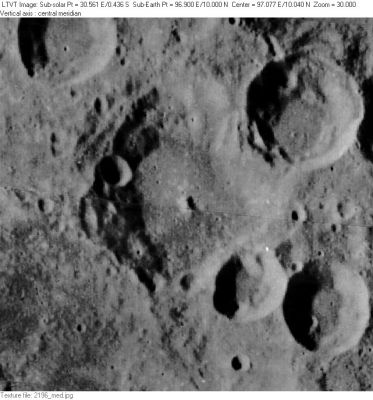
月球轨道器2号拍摄

该陨坑西南偏西侧靠近央斯基环形山、西北和北面分别毗邻伊本·尤努斯环形山和金泽尔环形山、麦比乌斯环形山和赫兹环形山分别位于它的东北和东北偏东处、东侧则坐落了莫伊谢耶夫环形山、而它的东南、东南偏南及西南偏南分别环绕了森格尔环形山、埃罗环形山和巴布科克环形山，西南面则濒临史密斯海。该陨坑中心月面坐标为10°14′N 97°05′E / 10.24°N 97.09°E，直径63.84公里，深度约2.73公里。
德雷耳环形山边缘轮廓不太规则，因存续时间悠长而严重磨损，沿边缘覆盖了多座撞击坑，其中卫星坑德雷耳 C横跨在东北壁上，德雷耳 K则切入进东南外壁，它的西侧内壁上坐落了另一座醒目的小碗状坑，而南端坑壁上则显示有一处小裂口。该环形山坑壁最大高出周边地形1200米，内部容积约有3200立方千米。碗状的坑底相对平坦，中心点附近坐落了一道低矮的中央山脊。

## 卫星陨石坑
按惯例，最靠近德雷耳环形山的卫星坑在月图上将在其中心点旁放置一字母来标注它们。

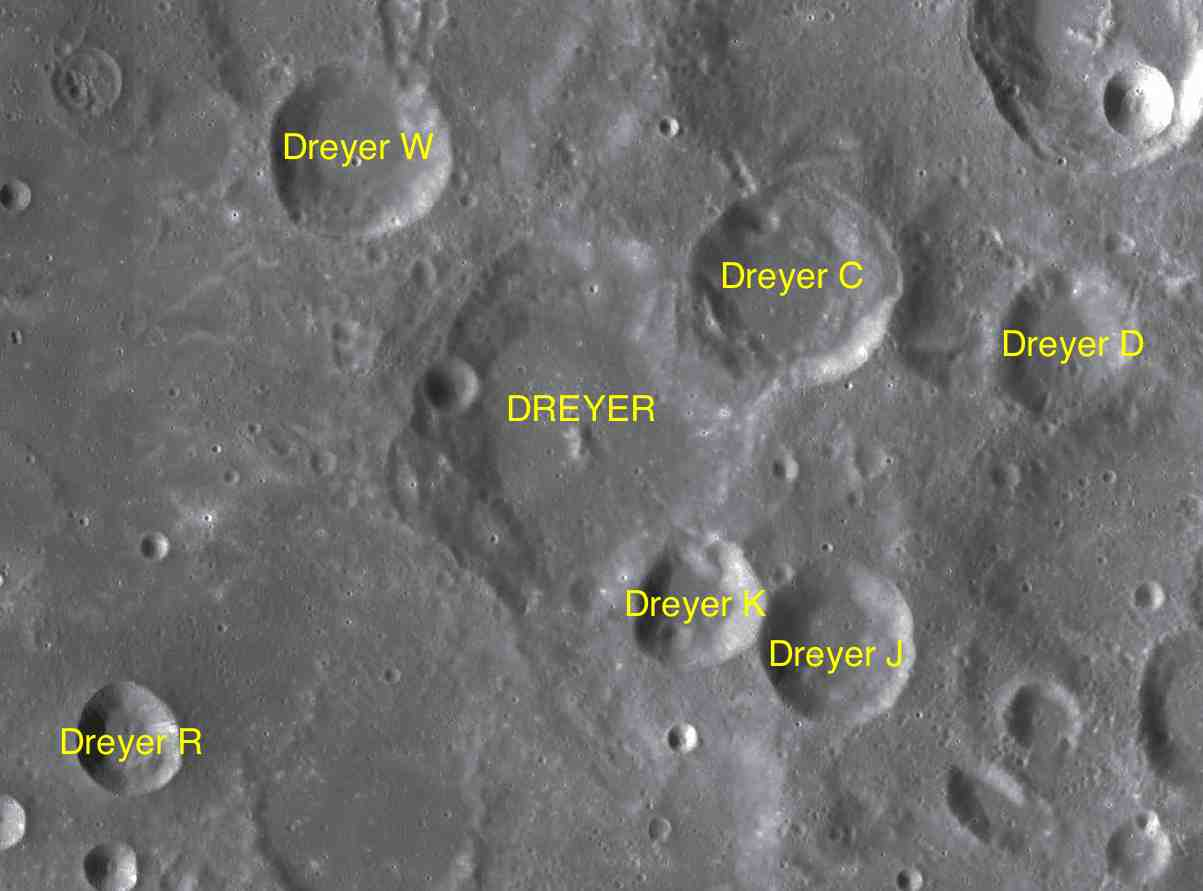
LAC-64 区域图

| 德雷耳 | 纬度    | 经度    | 直径    |
| ------ | ------- | ------- | ------- |
| C      | 11.2° N | 98.2° E | 37 公里 |
| D      | 10.8° N | 99.8° E | 27 公里 |
| J      | 8.8° N  | 98.2° E | 29 公里 |
| K      | 9.0° N  | 97.4° E | 23 公里 |
| R      | 8.5° N  | 94.0° E | 18 公里 |
| W      | 11.8° N | 95.7° E | 30 公里 |

- 卫星坑德雷耳 C约形成于早雨海世[1]。

## 另请参阅
- Andersson, L. E.; Whitaker, E. A. . NASA RP-1097. 1982.
- Blue, Jennifer. . USGS. July 25, 2007  [2007-08-05]. （原始内容存档于2013-02-13）.
- Bussey, B.; Spudis, P. . New York: Cambridge University Press. 2004. ISBN 978-0-521-81528-4.
- Cocks, Elijah E.; Cocks, Josiah C. . Tudor Publishers. 1995. ISBN 978-0-936389-27-1.
- McDowell, Jonathan. . Jonathan's Space Report. July 15, 2007  [2007-10-24]. （原始内容存档于2018-12-25）.
- Menzel, D. H.; Minnaert, M.; Levin, B.; Dollfus, A.; Bell, B. . Space Science Reviews. 1971, 12 (2): 136–186. Bibcode:1971SSRv...12..136M. doi:10.1007/BF00171763.
- Moore, Patrick. . Sterling Publishing Co. 2001. ISBN 978-0-304-35469-6.
- Price, Fred W. . Cambridge University Press. 1988. ISBN 978-0-521-33500-3.
- Rükl, Antonín. . Kalmbach Books. 1990. ISBN 978-0-913135-17-4.
- Webb, Rev. T. W.  6th revised. Dover. 1962. ISBN 978-0-486-20917-3.
- Whitaker, Ewen A. . Cambridge University Press. 1999. ISBN 978-0-521-62248-6.
- Wlasuk, Peter T. . Springer. 2000. ISBN 978-1-85233-193-1.